# アレクサンドラ・ダ・リケー
アレクサンドラ・ダ・リケー（Alexandre de Riquer i Ynglada、カタルーニャ語発音: [ələkˈsandɾə ðə riˈke]、1856年5月3日 - 1920年11月13日）はスペインのイラストレーター、画家、作家、詩人である。

## 略歴
バルセロナのAnoiaに侯爵家の息子に生まれた。1864年から1867年までマドリードのイエズス会の学校で学んだが、1869年にスペインの政変に伴って、父親とフランスに亡命した。ベジエの寄宿学校で2年間、学び、フランス語を学び、絵を描くようになり、1873年から1874年の間はトゥールーズの美術学校で、正式な学生ではないが美術を学んだとされる。1874年に父親の帰国が許され、バルセロナに戻り、リョッジャ美術学校(Escuela de la Lonja)で絵の勉強を続けた。
生活費を稼ぐために出版の仕事に入り、友人の作家、イラストレーターのアペレス・メストレス(Apel·les Mestres i Oñós: 1854-1936) のもとで働き、ポスターや広告のビラなどの制作をした。1879年にイタリアを旅し、パリを訪れ、バルセロナに戻った後、「La Ilustració Catalana」や「Art i Lletres」といった雑誌を創刊した。
1885年に名家の娘と結婚し、妻が亡くなる1899年までに8人の子供ができ、3人の子供は早逝した。1889年のパリ万国博覧会で、イギリスのラファエル前派の画家の作品に影響を受けた。ロンドンに旅した時には、アール・ヌーヴォーやポスター美術の隆盛を知り、日本美術のコレクションにも興味を持った。
1911年にアンドレ・ベアルン(Andrée Béarn)のペンネームで作家の活動をする女性、マルグリット・ラボルド（Marguerite Laborde、1880-1973)と再婚し、この結婚からはイラストレータのジャン・ダ・リケー(Jean de Riquer: 1912-1993)が生まれた。夫妻で各地を旅した後、1917年に彼はマヨルカ島に移り、そこで多くの風景を描き、3年後に死去した。

## 作品

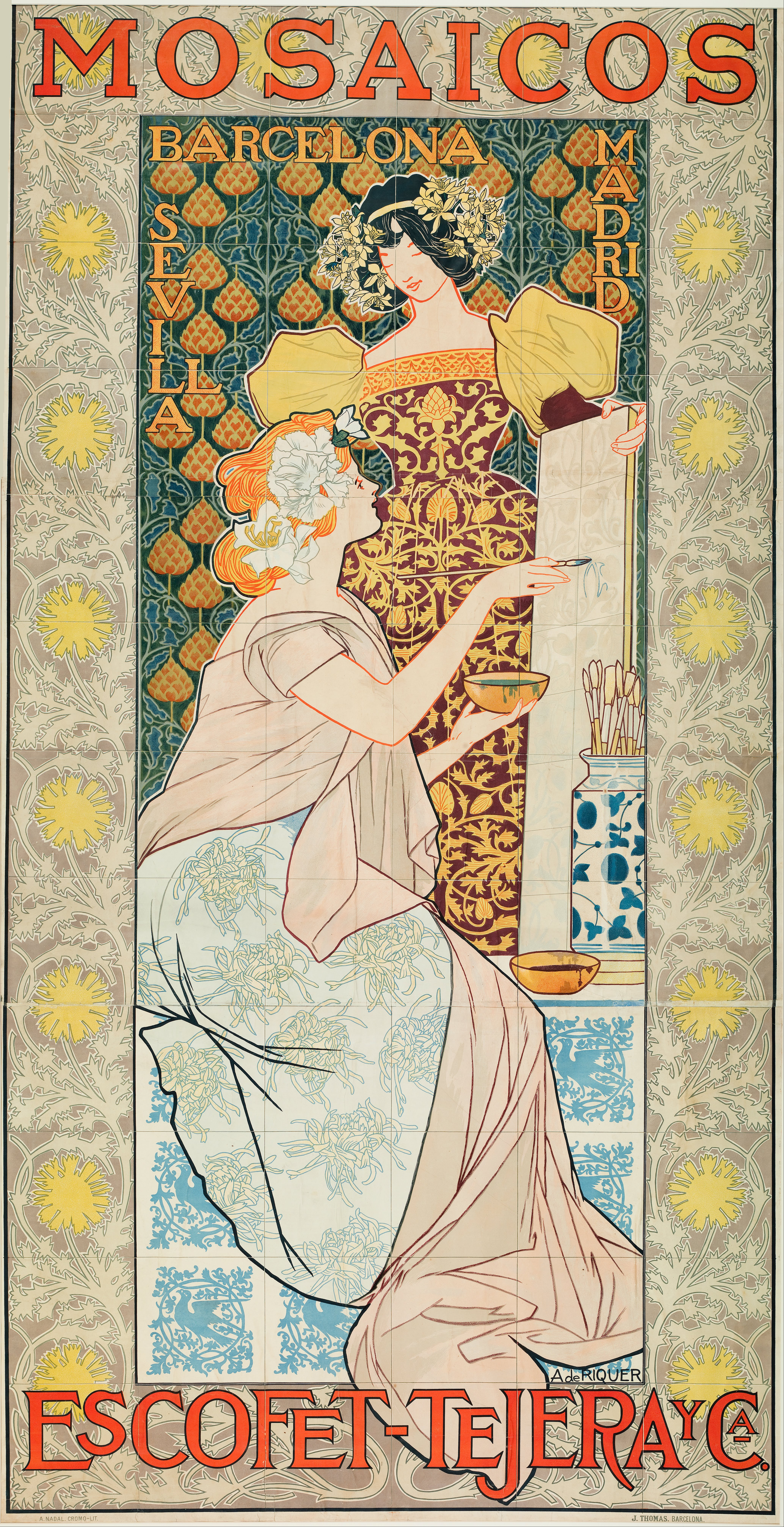
会社ポスター
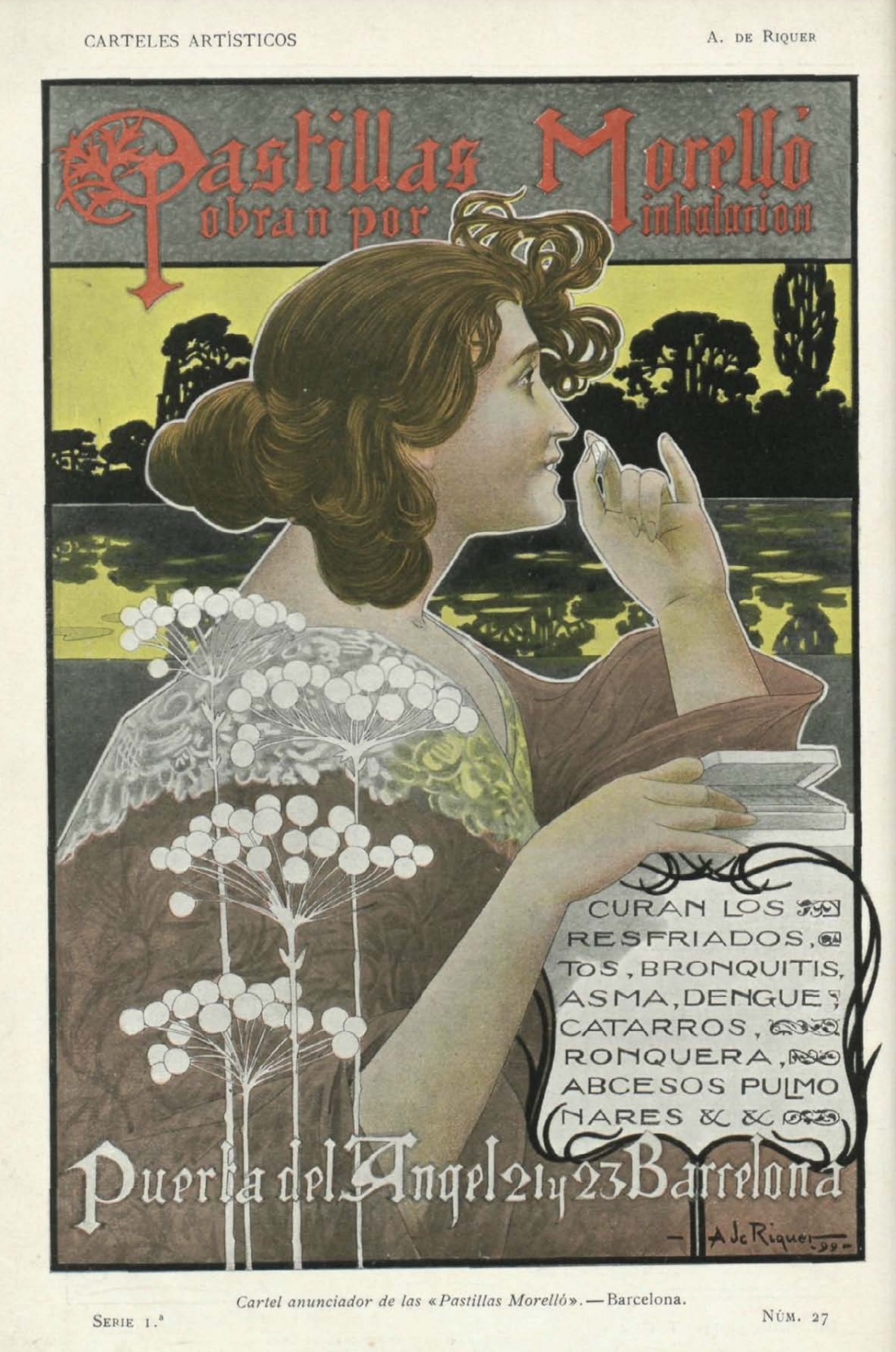
薬？«Pastillas Morelló»のポスター
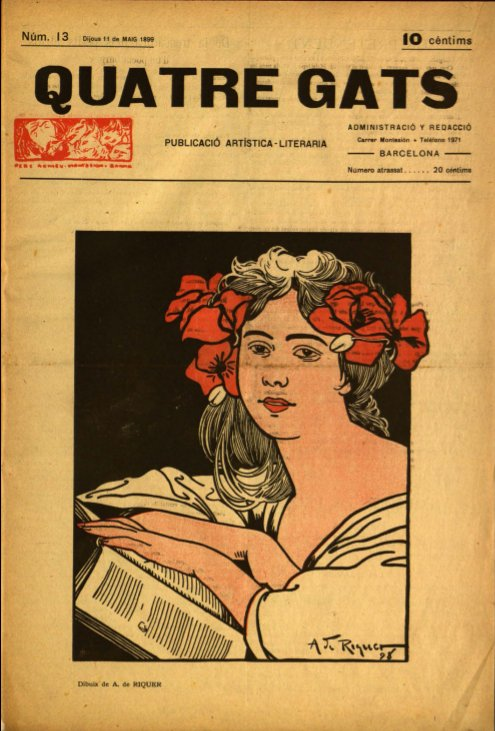
表紙絵
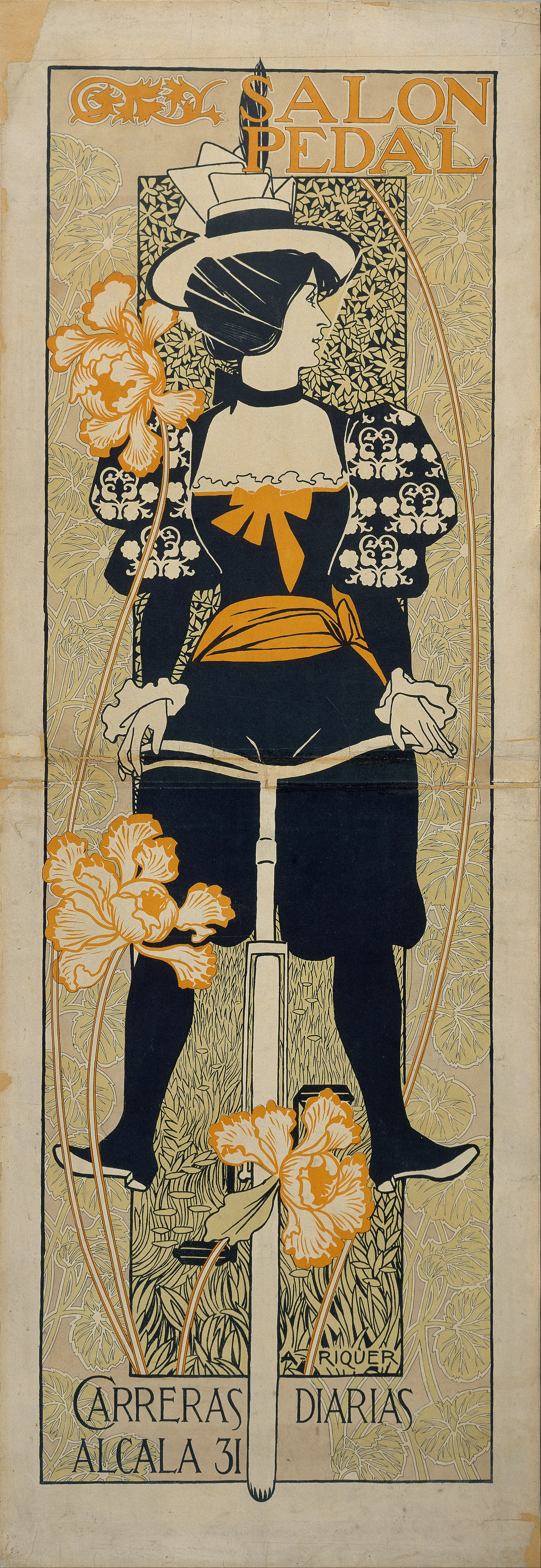
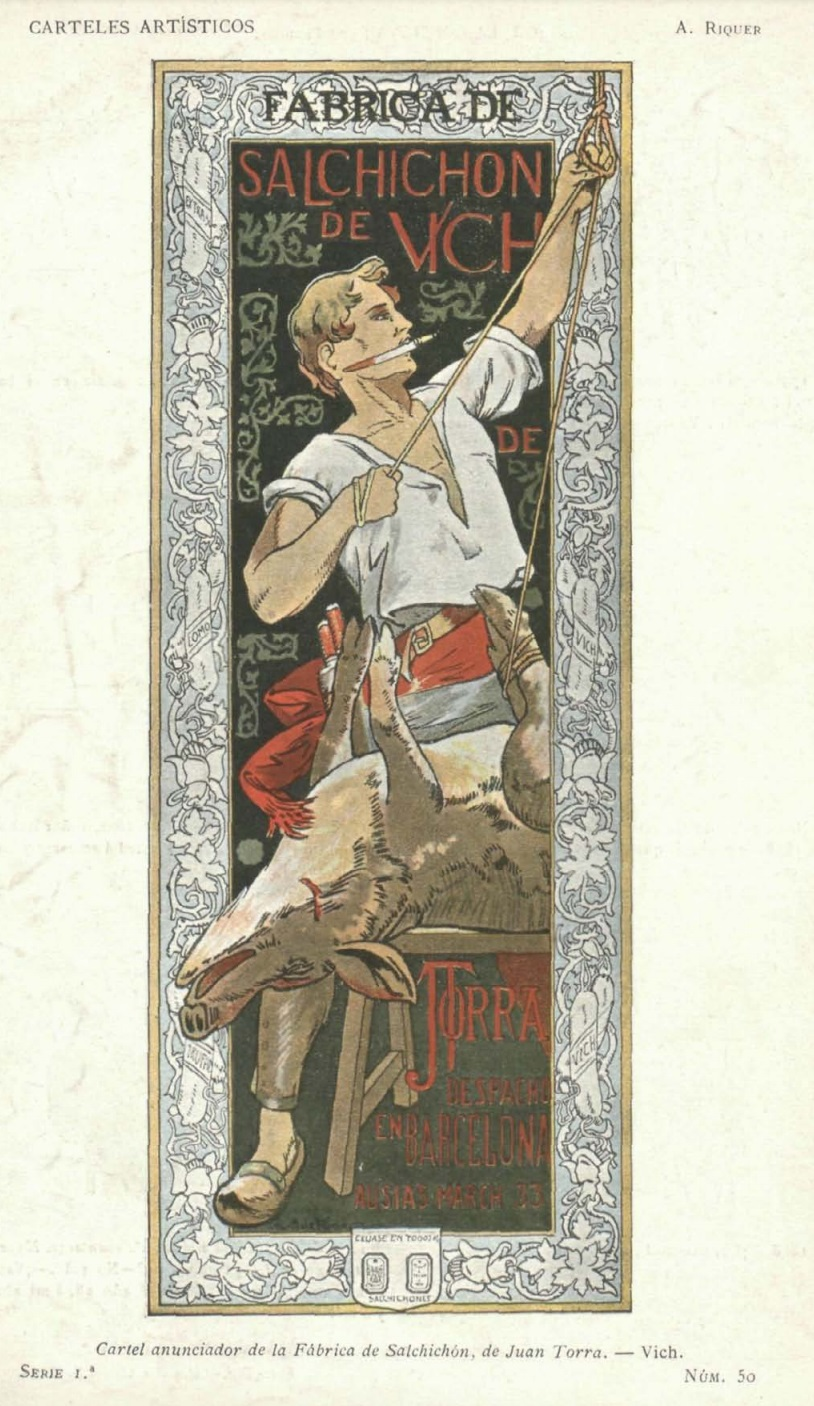
ソーセージ会社ポスター